# خشونت جنسی در شورشیان عراق
دولت اسلامی عراق و شام (داعش) از خشونت جنسی علیه مردان و زنان به شکلی تروریستی استفاده کرده‌است. طبق تعریف سازمان جهانی بهداشت، خشونت جنسی شامل «هر گونه عمل جنسی، تلاش برای دستیابی به یک عمل جنسی، اظهارنظرها یا پیشرفت‌های جنسی ناخواسته، یا اقداماتی برای تردد یا غیره، علیه میل جنسی یک فرد با استفاده از اجبار توسط هر فردی صرف نظر از رابطه اش با قربانی، در هر شرایطی و نه محدود به خانه و محل کار است.» داعش از خشونت جنسی برای تضعیف احساس امنیت در جوامع و جمع آوری کمک‌های مالی از طریق فروش اسیران برای بردگی جنسی استفاده می‌کند.

## پیشینه
سابقه خشونت جنسی، به ویژه زمانی که توسط دولت انجام شود، در عراق مدرن وجود دارد. پس از انقلاب ۱۹۷۹ ایران، صدام حسین ۴۰۰۰۰ شیعه عراقی را دستگیر و تبعید کرد. بسیاری از این خانواده‌ها در اردوگاه‌های بازداشت مورد تجاوز و شکنجه قرار گرفتند.در طول جنگ ایران و عراق، پلیس مخفی عراق از زندانیان تجاوز جنسی و فیلمبرداری کرد. در عملیات انفال نیروهای صدام به زنان کرد تجاوز کردند. پس از جنگ خلیج فارس، تحریم‌ها علیه عراق اقتصاد را فلج کرد و دولت را تضعیف کرد. زنان در بغداد ربوده شدند و به بردگی جنسی فروخته شدند.
تهاجم سال ۲۰۰۳ به عراق، نیروهای امنیتی عراق را متلاشی کرد و به «موج جزر و مدی» خشونت جنسی منجر شد. بین سال‌های ۲۰۰۳ و ۲۰۰۶، بیش از ۳۵۰۰ زن عراقی ناپدید شدند، بسیاری از آنها بیم داشتند که به بردگی جنسی فروخته شوند. از آنجایی که بعث‌زدایی سنی‌ها را سلب قدرت کرد، مردان و زنان سنی برای زنده ماندن به فحشا روی آوردند. تحت مدیریت ایالات متحده، از زندان ابوغریب برای آزار جنسی زندانیان استفاده می‌شد. پس از خروج آمریکا، نیروهای امنیتی عراق و کرد به خشونت جنسی پیشینیان خود ادامه دادند. دیده‌بان حقوق بشر تجاوزات جنسی علیه زنان (به ویژه زنان مسن)، گاهی در مقابل چشم شوهر یا فرزندانشان را مستند کرده‌است.

## توجیه
در اکتبر ۲۰۱۴، داعش به صراحت در نشریه الکترونیکی خود دابق، ادعای توجیه مذهبی برای بردگی زنان ایزدی ارائه کرد. به ویژه، داعش استدلال می‌کرد که ایزدی‌ها بت‌پرست بودند و داعش برای تصاحب غنائم جنگی به روش اسلامی متوسل شده‌است.داعش ادعا می‌کند که برخی از احادیث و آیات قرآن از حق آنها برای بردگی و تجاوز به زنان غیر مسلمان اسیر حمایت می‌کند. داعش به باورهای آخرالزمانی متوسل شد و «این ادعا را با حدیثی توجیه کرد که از آن به عنوان مقدمه‌ای برای پایان جهان تعبیر کردند. همین‌طور صورت یک وجه ثابت شرعی است که در صورت نفی یا استهزاء، آیات قرآن و روایت پیامبر را نفی یا مسخره می‌کند… و در نتیجه آن با مرتد از اسلام یکی می‌شود.». در اواخر سال ۲۰۱۴، داعش جزوه‌ای را با تمرکز بر رفتار با کنیزان منتشر کرد. در آن آمده بود که جنگجویان مجاز به داشتن رابطه جنسی با دختران نوجوان و ضرب و شتم برده‌ها هستند. دستورالعمل‌های این جزوه همچنین به مبارزان اجازه داد تا برده‌ها را از جمله برای رابطه جنسی، تا زمانی که توسط صاحبانشان باردار نشده بودند، تجارت کنند. در اوت ۲۰۱۵ که خشونت سیستماتیک علیه زنان و دختران اقلیت مذهبی ایزدی عمیقاً در این سازمان و الهیات رادیکال جامعه جا افتاده بود در سال ظهور مجدد این گروه، دولت اسلامی برده‌داری را به عنوان یک نهاد اعلام کرد.
داعش انتقادات گسترده‌ای از سوی دانشمندان مسلمان و دیگر کشورهای جهان اسلام دریافت کرده‌است که به جای توجه به کل قرآن و حدیث، تنها از بخشی از قرآن برای استخراج احکام استفاده می‌کنند. در اواخر سپتامبر ۲۰۱۴، گروهی متشکل از ۱۲۶ علمای اسلام نامه‌ای سرگشاده به ابوبکر بغدادی رهبر دولت اسلامی امضا کردند که در آن تفاسیر گروهش از قرآن و حدیث برای توجیه اقدامات وی رد شد.این نامه برخلاف اجماع جامعه ضد برده‌داری علمای اسلام، این گروه را با ایجاد برده‌داری تحت حاکمیت خود متهم به - فتنه - کرد. برای دانلود پی‌دی‌اف نامه به این سایت مراجعه کنیدبه گفته مارتین ویلیامز، برخی از سلفی‌های تندرو ظاهراً تعدد زوجات را به عنوان شکلی مشروع از جنگ مقدس می‌دانند، و «تطبیق این امر با مذهبی که در آن برخی از پیروان اصرار دارند که زنان باید سر خود را تا انگشت پا، تنها با یک شکاف باریک برای چشم سر بپوشانند، دشوار است.». به گفته مونا صدیقی، روایت داعش ممکن است به زبان آشنای جهاد و «مبارزه در راه خدا» پیچیده شود، اما چیزی فراتر از نابودی هر چیزی و هر کسی است که با آنها مخالفت می‌کند. او داعش را منعکس کننده «ترکیب مرگبار خشونت و قدرت جنسی» و «نگرش عمیقاً معیوب از مردانگی» توصیف می‌کند. عباس برزگر، استاد دین در دانشگاه ایالتی جورجیا، در پاسخ به جزوه داعش در مورد رفتار با بردگان، گفت که مسلمانان در سراسر جهان «تفسیر بیگانه داعش از اسلام را هولناک و نفرت‌انگیز می‌دانند.» رهبران و دانشمندان مسلمان از همه کشورهای جهان. در سراسر جهان صحت این ادعاها را رد کرده و مدعی شده‌اند که بازگرداندن برده‌داری غیراسلامی است و آنها موظف به حمایت از «اهل کتاب» اعم از مسیحیان، یهودیان، مسلمانان و غیره هستند. فتوای داعش بر برده‌داری جنسی از ایزدی‌ها به دلیل عدم صحت و مغایرت فتوا با اسلام باطل است.

## توجه بین‌المللی
مقاله‌ای در فارین پالیسی نشان می‌دهد که سوگیری علیه پوشش خبری تجاوز جنسی وجود دارد زیرا برخی به عنوان «مسائل زنان» در مقابل تاکتیک‌های «جریان اصلی» شورشیان در نظر گرفته شده به عنوان یک اقدام تروریستی طبقه‌بندی شود، اما چنین طبقه‌بندی می‌تواند عواقب خطرناکی داشته باشد. کاترین ام. راسل، سفیر مسائل جهانی زنان، تأکید می‌کند که «کاهش جمعیت زنان و دختران در کارزار ترور داعش، که از طریق آن جوامع را نابود می‌کند، به جنگجویان خود پاداش می‌دهد و شر آن را تغذیه می‌کند. ائتلافی که با داعش می‌جنگد باید با این شکل خاص از وحشیگری مبارزه کند».
من هر کسی را دنبال می‌کنم و به همه می‌گویم که این اتفاق می‌افتد … در قرن ۲۱ ... وداد عقراوی در حال افزایش آگاهی در مورد زنان و دختران ایزدی اسیر شده توسط داعش، سپتامبر ۲۰۱۴
در ۶ سپتامبر ۲۰۱۴، یک کمپین جهانی با عنوان «ایزدی‌ها را نجات دهید: جهان باید همین حالا اقدام کند» را برای افزایش آگاهی در مورد تراژدی ایزدی‌ها در سنجار راه‌اندازی کرد. هماهنگی فعالیت‌های مرتبط با تشدید تلاش‌ها با هدف نجات زنان و دختران ایزدی و مسیحی اسیر شده توسط داعش و ایجاد پل‌هایی بین شرکای بالقوه و جوامعی که کارشان با این کمپین مرتبط است، از جمله افراد، گروه‌ها، جوامع و سازمان‌های فعال در حوزه‌های حقوق زنان. و دختران، در میان دیگران، و همچنین بازیگرانی که در پایان دادن به برده‌داری و خشونت مدرن علیه زنان و دختران نقش دارند.
در ۱۴ اکتبر ۲۰۱۴، دکتر وداد عقراوی جایزه صلح بین‌المللی سال ۲۰۱۴ خود را به ایزدی‌ها، مسیحیان و همه ساکنان کوبانی تقدیم کرد، زیرا به گفته وی، حقایق روی زمین نشان می‌دهد که این مردم صلح‌جو در مناطق محاصره شده امن نیستند و بنابراین، نیاز به توجه فوری جامعه بین‌المللی دارد.وی از جامعه جهانی خواست تا اطمینان حاصل کنند که قربانیان فراموش نمی‌شوند. آنها باید نجات یابند، محافظت شوند، به‌طور کامل به آنها کمک شود و به‌طور عادلانه نسبت به حقوق از دست رفته‌شان اقدام شود. در ۴ نوامبر ۲۰۱۴، عقراوی گفت که «جامعه بین‌المللی باید آنچه را که برای ایزدی‌ها اتفاق می‌افتد به عنوان جنایت علیه بشریت، جنایت علیه میراث فرهنگی منطقه و پاکسازی قومی تعریف کند.» خشونت مبتنی بر جنسیت و برده‌داری و تجاوز جنسی به عنوان سلاح جنگی توسط داعش استفاده می‌شود. در ۳ نوامبر ۲۰۱۴، «لیست قیمت» زنان ایزدی و مسیحی صادر شده توسط داعش به صورت آنلاین منتشر شد و عقراوی و تیمش اولین کسانی بودند که صحت این سند را تأیید کردند.در ۴ نوامبر ۲۰۱۴، یک نسخه ترجمه شده از این سند توسط عقراوی به اشتراک گذاشته شد. در ۴ اوت ۲۰۱۵، همان سند توسط یک مقام سازمان ملل به عنوان یک سند معتبر تأیید شد.
گزارشی سازمان ملل متحد که در ۲ اکتبر ۲۰۱۴ بر اساس ۵۰۰ مصاحبه با شاهدان منتشر شد، بیان کرد که در ماه اوت، داعش ۴۵۰ تا ۵۰۰ زن و دختر را به منطقه نینوا عراق برد، جایی که ۱۵۰ دختر و زن مجرد، عمدتاً از جوامع ایزدی و مسیحی بودند. گزارش شده‌است که به سوریه برده شده‌اند تا به عنوان جایزه به جنگجویان داعش داده شوند یا به عنوان برده جنسی فروخته شوند. در اواسط اکتبر، سازمان ملل متحد تأیید کرد که ۵۰۰۰ تا ۷۰۰۰ زن و کودک ایزدی توسط داعش ربوده شده و به بردگی فروخته شده‌اند.در نوامبر ۲۰۱۴، کمیسیون تحقیق سازمان ملل متحد در مورد سوریه گفت که داعش در حال ارتکاب جنایات علیه بشریت است. در سال ۲۰۱۶، کمیسیون بین‌المللی عدالت و پاسخگویی گفت که آنها ۳۴ عضو ارشد داعش را که در تجارت سیستماتیک برده‌های جنسی دخیل بودند شناسایی کرده‌اند و قصد داشتند پس از پایان جنگ آنها را تحت پیگرد قانونی قرار دهند.
در بیانیه‌ای در ۲۱ آوریل ۲۰۲۱، گزارشگر ویژه سازمان ملل متحد سیسیلیا جیمنز داماری در مورد حقوق بشر، از تصویب قانون مهاجرت اجباری داخلی بازماندگان ایزدی توسط پارلمان عراق به عنوان گامی بزرگ در جهت ارتقای عدالت برای جنایات مرتکب شده توسط داعش استقبال کرد و نسبت به وضعیت بحرانی کودکانی که در نتیجه تجاوز جنسی توسط جنگجویان داعش به دنیا آمده‌اند، ابراز نگرانی کرد.

## نمونه‌هایی از خشونت جنسی توسط داعش

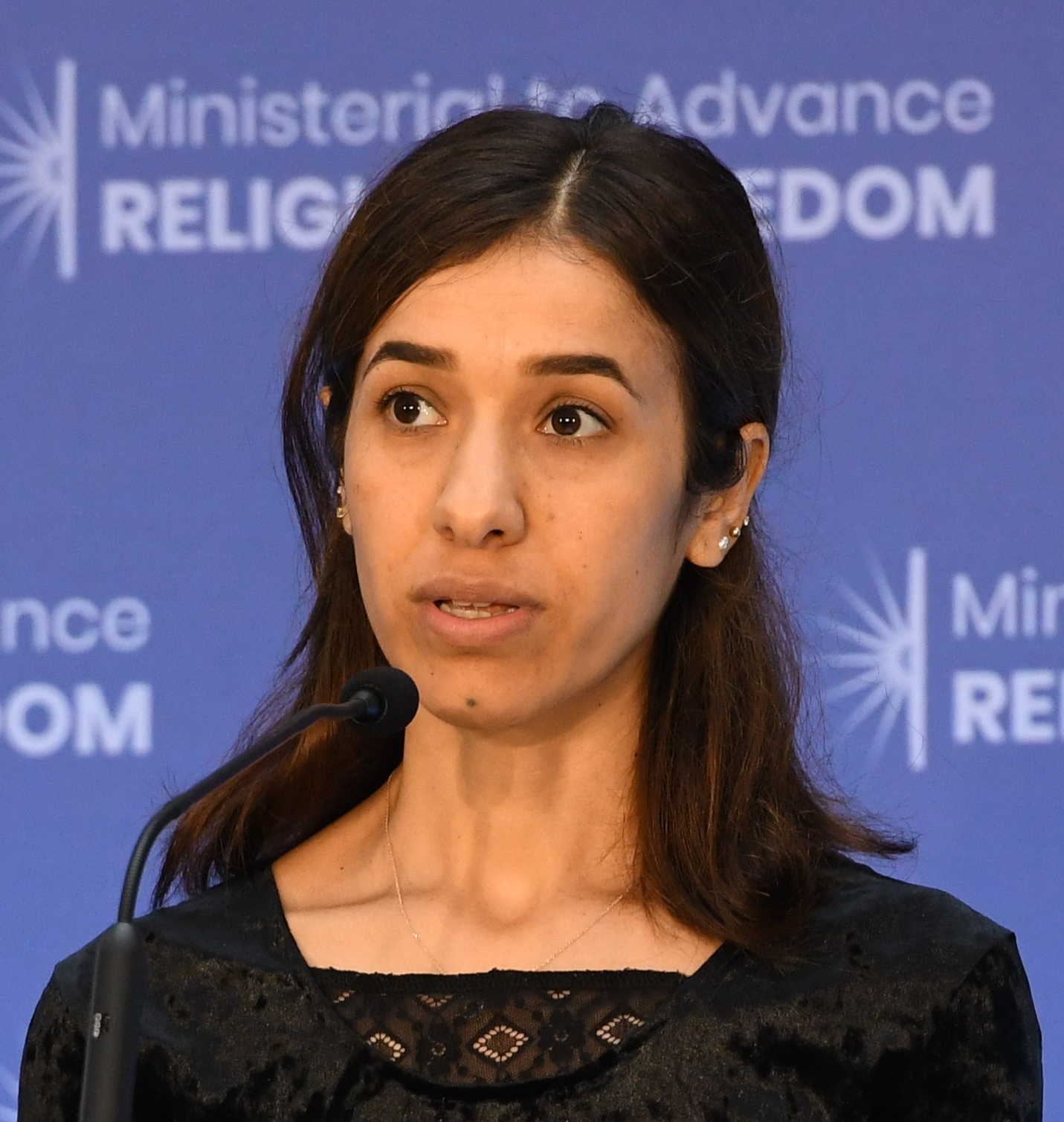
نادیا مراد، فعال برجسته حقوق بشر ایزدی و بازمانده از بردگی جنسی داعش، در نشست وزیران برای ارتقای آزادی مذهبی در وزارت امور خارجه ایالات متحده در واشینگتن دی سی سخنرانی می‌کند.

بر اساس یک گزارش، تصرف شهرهای عراق توسط داعش در ژوئن ۲۰۱۴ با افزایش جنایات علیه زنان از جمله آدم‌ربایی و تجاوز جنسی همراه بود. گاردین گزارش داد که برنامه‌های افراط‌گرایانه داعش شامل زنان نیز شده‌است و زنانی که تحت کنترل آنها زندگی می‌کنند دستگیر شده و مورد تجاوز جنسی قرار می‌گیرند. به مبارزان گفته می‌شود که آنها آزادند با زنان اسیر غیر مسلمان رابطه جنسی داشته باشند و به آنها تجاوز کنند.حنا ادوار، یکی از مدافعان برجسته حقوق زنان در بغداد که یک سازمان غیردولتی به نام انجمن کارگران عراق را اداره می‌کند، گفت که هیچ‌یک از مخاطبان او در موصل قادر به تأیید هیچ مورد تجاوز جنسی نبودند. با این حال، بسمه الخطیب، یکی دیگر از فعالان حقوق زنان مستقر در بغداد، گفت که فرهنگ خشونت علیه زنان به‌طور کلی در عراق وجود دارد و او مطمئن است که خشونت جنسی علیه زنان در موصل نه تنها از سوی داعش، بلکه شامل همه گروه‌های مسلح می‌شود.
در بیانیه مطبوعاتی سازمان ملل متحد عراق در ۱۲ اوت ۲۰۱۴، نمایندگان گزارش می‌دهند که روایت‌های هولناکی از ربوده شدن و بازداشت زنان، دختران و پسران ایزدی، مسیحی، ترکمن و گزارش‌های تجاوزهای وحشیانه دریافت می‌شود. به نظر می‌رسد موارد خشونت جنسی در حال افزایش است، با برخی برآوردها در مجموع ۱۵۰۰ اسیر ایزدی و مسیحی که مجبور به بردگی جنسی شده‌اند.
عفو بین‌الملل استنباط می‌کند که داعش «یک کمپین سیستماتیک پاکسازی قومی در شمال عراق را راه‌اندازی کرده‌است»، جایی که «بسیاری از کسانی که در دست داعش هستند تهدید به تجاوز جنسی یا تجاوز جنسی شده‌اند، یا برای گرویدن به اسلام تحت فشار قرار گرفته‌اند و در برخی موارد، کل خانواده‌ها ربوده شده‌اند». بنابراین، این جنایات فراتر از خشونت مبتنی بر جنسیت است، زیرا مردان علاوه بر زنان هدف قرار می‌گیرند.
دختران ایزدی در عراق که گفته می‌شود توسط جنگجویان داعش مورد تجاوز قرار گرفته بودند، با پریدن از کوه سنجار خودکشی کردند.
هیل اسفندیاری از مرکز بین‌المللی وودرو ویلسون برای محققان، سوء استفاده شبه نظامیان داعش از زنان محلی را پس از کنترل یک منطقه برجسته کرده‌است. او گفت: آنها معمولاً زنان مسن را به یک بازار موقت برده فروشی می‌برند و سعی می‌کنند آنها را بفروشند. دختران جوان‌تر مورد تجاوز قرار می‌گیرند یا با مبارزان ازدواج می‌کنند. این زنان مورد آزار قرار گرفته‌اند. خشونت فیزیکی و جنسی، از جمله تجاوز جنسی. بردگی سیستماتیک و جنسی آنها در بازارهای موصل و رقه سوریه افشا شده‌اند و برچسب قیمت دارند.
گاردین در ۲۹ سپتامبر ۲۰۱۴ گزارش داد که داعش تلاش‌های خود را برای استخدام زنان غربی گسترش داده‌است و از آنها خواسته‌است که به جنبش بپیوندند تا برای خلافت جدید بچه‌دار شوند. صدها زن، عمدتاً بین ۱۶ تا ۲۴ سال، رادیکال شده و خانواده، خانه و کشور خود را ترک کردند تا به نام داعش به جهاد بپیوندند. حداقل یکی از آنها ۱۳ سال سن دارد.
در دسامبر ۲۰۱۴، وزارت حقوق بشر عراق اعلام کرد که دولت اسلامی عراق و شام بیش از ۱۵۰ زن و دختر را در فلوجه کشته‌است که از شرکت در جهاد جنسی امتناع کرده بودند.
مدت کوتاهی پس از تأیید مرگ گروگان آمریکایی کایلا مولر در ۱۰ فوریه ۲۰۱۵،چندین رسانه گزارش دادند که جامعه اطلاعاتی ایالات متحده بر این باور است که او ممکن است همسر یک جنگجو بوده باشد.در اوت ۲۰۱۵، تأیید شد که او مجبور به ازدواج با ابوبکر البغدادی، شد که مکرراً به او تجاوز کرد.واشینگتن پست گزارش داد که «رهبر دولت اسلامی شخصاً یک زن آمریکایی ۲۶ ساله [مولر] را گروگان گرفت و بارها به او تجاوز کرد.» با بیان اینکه ابوبکر البغدادی از خانم مولر سوء استفاده جنسی کرده و خانم مولر نیز شکنجه شده‌است. م. سیاف، بیوه ابوسیاف، تأیید کرد شوهرش که آزاردهنده اصلی مولر بود.